# Лісківський Микола
Микола Лісківський (1905—2014) — один із засновників Української капели бандуристів ім. Т. Шевченка. Вивчав гру на бандурі Київській консерваторії в класі Михайла Полотая. В 1939 р. став учасником Зібраної капели бандуристів. В 1942 р. — учасник Української капели бандуристів ім. Т. Шевченка.
Був один з наймолодших бандуристів в Української Капелі бандуристів. Майстрував бандури. Переїхав у Детройт, США в 1950 р.